# Scherzo (Gade)
Scherzo in fis mineur is een compositie van Niels Gade. Hij schreef het werkje tussen 12 oktober en 12 november 1838 gedurende een verblijf in Stockholm. Het behoort, gezien het jaar van componeren, tot de jeugdwerken van de Deense componist. Het is niet officieel uitgegeven. 